# Port lotniczy Lugano
Port lotniczy Lugano – szwajcarski port lotniczy położony 3 km na wschód od Lugano (we włoskojęzycznym kantonie Ticino, graniczącym z Włochami, w południowo-wschodniej Szwajcarii). Leży na terenie trzech gmin: Agno, Bioggio oraz Muzzano. W 2006 obsłużył 293 143 pasażerów.

## Historia
Pierwsze lądowisko w Lugano powstało w 1900 r. na terenie zwanym Campo Marzio. Z czasem, wraz ze wzrostem masy i prędkości samolotów oraz wymogów co do długości pasów startowych, lądowisko to zostało uznane przez władze miejskie Lugano za zbyt niebezpieczne i wyłączone z użytkowania. Nowy pas startowy powstał na równinie wzdłuż rzeki Vedeggio, na zachód od miasta, na terenach gmin Agno, Muzzano i Bioggio. Nowy port lotniczy Lugano zainaugurował swą działalność 12 sierpnia 1938 r. i funkcjonuje do dziś.
Od 2017 lotnisko zaczęło upadać z powodu bankructwa słoweńskiej linii lotniczej Adria Airways oraz jej regionalnej linii lotniczej Adria Airways Switzerland obsługiwanej przez Darwin Airline z bazą w Lugano.
Z powodu niemal całkowitego ustania lotów do Lugano-Agno w czasie epidemii koronawirusa, 24 kwietnia 2020 r. lotnisko zostało postawione w stan likwidacji. 72 pracowników straci pracę w maju 2020, jednak nie będzie to bankructwo i lotnisko będzie obsługiwać niewielką liczbę lotów, oferując 13-14 miejsc pracy na pełny etat, pod tymczasowym zarządem miasta. Zarząd lotniska odrzucił opcję pożyczki argumentując, że lotnisko nie będzie w stanie jej spłacić, pomimo wzrostu obrotów o 40% w pierwszym kwartale 2020 r. Negocjacje z czarterową linią lotniczą Lions Air w sprawie lotów z Lugano do Genewy zostały przełożone na nieokreślony termin.

## Linie lotnicze i połączenia
| Linia Lotnicza | Kierunek                    |
| -------------- | --------------------------- |
| Twin Jet       | Sezonowe Czartery: 1. Olbia |